# Cratere Du Fu
Du Fu  è un cratere sulla superficie di Mercurio.